# Kentwood, Michigan
Kentwood är en stad (city) i Kent County i Michigan. Vid 2010 års folkräkning hade Kentwood 48 707 invånare.